# تشارلز جي. كورنيل
تشارلز جي. كورنيل (بالإنجليزية: Charles G. Cornell)‏ هو سياسي أمريكي، ولد في 12 فبراير 1827، وتوفي في 16 أبريل 1906. حزبياً، نشط في الحزب الديمقراطي. وقد انتخب عضو جمعية ولاية نيويورك وانتخب عضو مجلس ولاية نيويورك.